# Täterabgleich
Als Täterabgleich oder Tätervergleich bezeichnet man ein spezielles kriminaltechnisches Instrument zur Täterfindung. 
Mehrere Verdächtige werden bei diesem Vorgehen nebeneinander aufgestellt. Durch ein meist verspiegeltes Fenster oder auch direkt wählt nun das Opfer oder ein Zeuge der Tat aus diesen Verdächtigen den mutmaßlichen Täter aus.
Durch dieses Verfahren kann man andere Verdächtige leicht ausschließen. Eine Spezialanwendung dieses Verfahrens ist es, dem Zeugen den von ihm bereits separat identifizierten Täter in einem Täterabgleich mit weiteren „falschen“ Verdächtigen zur Wahl zu stellen, um seiner Aussage mehr Kraft zu verleihen und eine falsche Verdächtigung auszuschließen.